# Amstel Gold Race
Pour les articles homonymes, voir Amstel (homonymie).
L'Amstel Gold Race est une classique d'un jour dans le cyclisme qui a lieu chaque année depuis 1966 et patronnée par la marque de bière Amstel. Elle parcourt le sud de la province du Limbourg néerlandais aux environs de Maastricht, ainsi que parfois la Belgique voisine. Les principales difficultés et le finale se trouvent dans les environs de Fauquemont-sur-Gueule (Valkenburg).
Entre 1989 et 2004, cette course est inscrite au calendrier de la Coupe du monde, puis elle fait partie du ProTour entre 2005 et 2010 avant d'intégrer le calendrier UCI World Tour en 2011. C'est la première des classiques ardennaises, se déroulant avant la Flèche wallonne et Liège-Bastogne-Liège. Elle sert traditionnellement de passage de relais au cours des classiques printanières, entre les flandriens, spécialistes des courses avec des secteurs pavés et les puncheurs-grimpeurs.
L'édition 2020 est annulée en raison de la pandémie de Covid-19.
Seule course d'un jour de niveau World Tour organisée aux Pays-Bas, elle est considérée comme l'épreuve la plus importante du calendrier sur route néerlandais,. Le Néerlandais Jan Raas détient le record de succès avec cinq victoires. Une course féminine, également World Tour, est organisée le même jour.

## Histoire

### La première édition
L'Amstel Gold Race est créée par les promoteurs sportifs néerlandais Ton Vissers et Herman Krott, qui dirigent une société appelée Inter Sport. Leur rêve est de créer une classique néerlandaise capable de rivaliser avec les classiques « Monuments » belges et italiennes. La première édition est prévue pour le 30 avril 1966, jour de la fête nationale des Pays-Bas. Le plan initial est de commencer la course à Amsterdam, puis de se diriger à l'est du pays pour terminer la course à Maastricht, dans le sud-est du pays, sur un total de 280 km.
Cependant, de nombreux problèmes apparaissent. Krott et Vissers n'ont pas pris en compte les nombreux cours d'eau le long du parcours et ils ont mal calculé les détours nécessaires pour les franchir, ce qui rend la distance réelle beaucoup plus longue que 280 km. De nouvelles villes départ sont envisagées comme Utrecht, puis Rotterdam, tandis que l'arrivée est déplacée dans le petit village de Meerssen dans le Limbourg. Cependant, moins de trois semaines avant le début, les organisateurs réalisent qu'ils n'ont pas obtenu la permission de traverser le pont de Moerdijk, la seule façon de quitter Rotterdam au sud. Le parcours doit de nouveau être redessiné et le départ est déplacé plus au sud, à Breda. En plus de tout cela, les militants hippies de Provo ont déclaré les Pays-Bas comme un état d'anarchie en 1966. Les autorités craignent qu'une course organisée le jour de la célébration de la famille royale cause de possibles soulèvements.

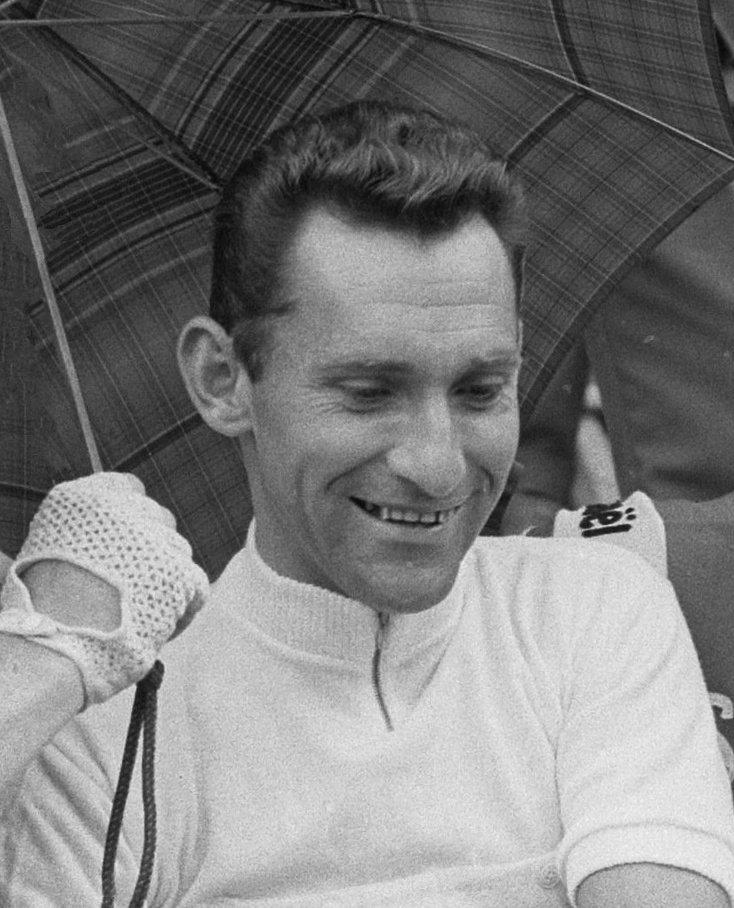
Jean Stablinski remporte la première Amstel Gold Race en 1966.

Quatre jours avant la date prévue, Vissers et Krott abandonnent l'idée d'organiser la course et tiennent une conférence de presse, lorsque le ministère des routes néerlandaises à La Haye appelle pour dire que la course peut se tenir, à condition qu'elle n'ait plus jamais lieu lors du jour du Roi.
Le samedi 30 avril 1966, la première Amstel Gold Race se déroule entre Breda et Meerssen, sans incidents graves. Trois coureurs de l'équipe Ford France sprintent pour la victoire. Le Néerlandais Jan Hugens subit un problème mécanique dans les derniers mètres et est battu par le Français Jean Stablinski qui s'adjuge la première édition. Tracée sur 302 km, il s'agit de la plus longue édition de l'histoire de la course. Sur les 120 coureurs au départ, 30 terminent la course. En dépit de son intention initiale, l'Amstel Gold Race n'a jamais commencé à Amsterdam, Rotterdam ou Utrecht, trois des quatre plus grandes villes du pays.

### En quête d'identité
En 1967, l'emplacement du départ est déplacé à Helmond, en face du siège de l'Amstel, le sponsor principal de la course. La distance est réduite à 213 km. Arie den Hartog remporte la deuxième édition, en devenant le premier vainqueur néerlandais. En 1968, la course a lieu le 21 septembre à cause d'un conflit de calendrier. C'est la seule fois où l'Amstel Gold Race est organisée à l'automne. Le Néerlandais Harry Steevens gagne la course sur une distance de 254 km.
En 1969, la course est à nouveau déplacée en avril. Guido Reybrouck s'adjuge la quatrième édition, la première d'une série de victoires belges. La course est sévèrement affectée par la neige et la grêle, forçant de nombreux coureurs à abandonner en raison d'hypothermie.
En tant que jeune course, l'Amstel Gold Race lutte pour trouver sa place dans le calendrier international, entre les classiques pavées beaucoup plus anciennes et les classiques ardennaises. Elle a des difficultés pour attirer les meilleurs coureurs. Durant deux années, le meilleur coureur Eddy Merckx ne participe pas à l'épreuve parce que les organisateurs ne peuvent pas payer ses frais de départ. En 1973, le directeur de course Herman Krott accepte de payer une somme considérable à l'équipe de Merckx, à condition qu'il gagne la course. Merckx prend le départ et remporte l'Amstel Gold Race avec plus de trois minutes d'avance sur le deuxième. Deux ans plus tard, il devient le premier coureur à remporter l'épreuve une deuxième fois.
À la fin des années 1970, le Néerlandais Jan Raas remporte l'Amstel Gold Race un record de cinq fois (en six ans), dont quatre consécutives. Raas peut compter sur sa pointe de vitesse pour s'imposer au sprint, mais il remporte également deux victoires en solitaire. Les médias néerlandais surnomment alors la course l'« Amstel Gold Raas ». En 1983, l'Australien Phil Anderson devient le premier vainqueur non-européen.

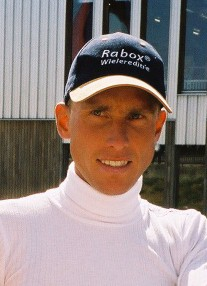
Michael Boogerd compte cinq podiums et une victoire sur son épreuve nationale.

### Déplacement vers Maastricht
En 1991, l'arrivée de l'Amstel Gold Race est déplacée vers Maastricht, le chef-lieu du Limbourg. À compter de 1998, Maastricht est également le lieu de l'arrivée. Le caractère propre de la course devient de plus en plus défini par la zone des côtes dans le sud de la province. Entre 1992 et 2015, seuls deux coureurs néerlandais, Michael Boogerd et Erik Dekker, remportent la course. Ils s'imposent à chaque fois lors d'un sprint à deux face à l'Américain Lance Armstrong à Maastricht, respectivement en 1999 et 2001,,. Lors de l'édition 2001, seuls 37 coureurs sur les 190 au départ terminent la course, le plus petit nombre des temps modernes. Avant sa disqualification pour dopage, Boogerd, partageait le record de sept podiums avec Jan Raas, après avoir obtenu une victoire, quatre deuxièmes places, deux troisièmes places et plusieurs autres top 10.

### L'arrivée au Cauberg
De 2003 à 2012, l'arrivée est déplacée peu après le sommet de la montée du Cauberg à Fauquemont-sur-Gueule. Alexandre Vinokourov remporte la première édition avec cette arrivée en côte, grâce à une attaque avant le Cauberg. En 2013, l'arrivée est déplacée de 1,8 km après le sommet du Cauberg, près du centre de Fauquemont, sur une dernière ligne droite essentiellement plate. Le coureur avec le plus de succès au cours des dernières années est le spécialiste des classiques Philippe Gilbert. Le Belge remporte la course à quatre reprises dans les années 2010, en fondant ses victoires sur des attaques puissantes et décisives sur le Cauberg. En 2015, le Polonais Michał Kwiatkowski devient le premier champion du monde à remporter la course depuis Bernard Hinault en 1981,,.

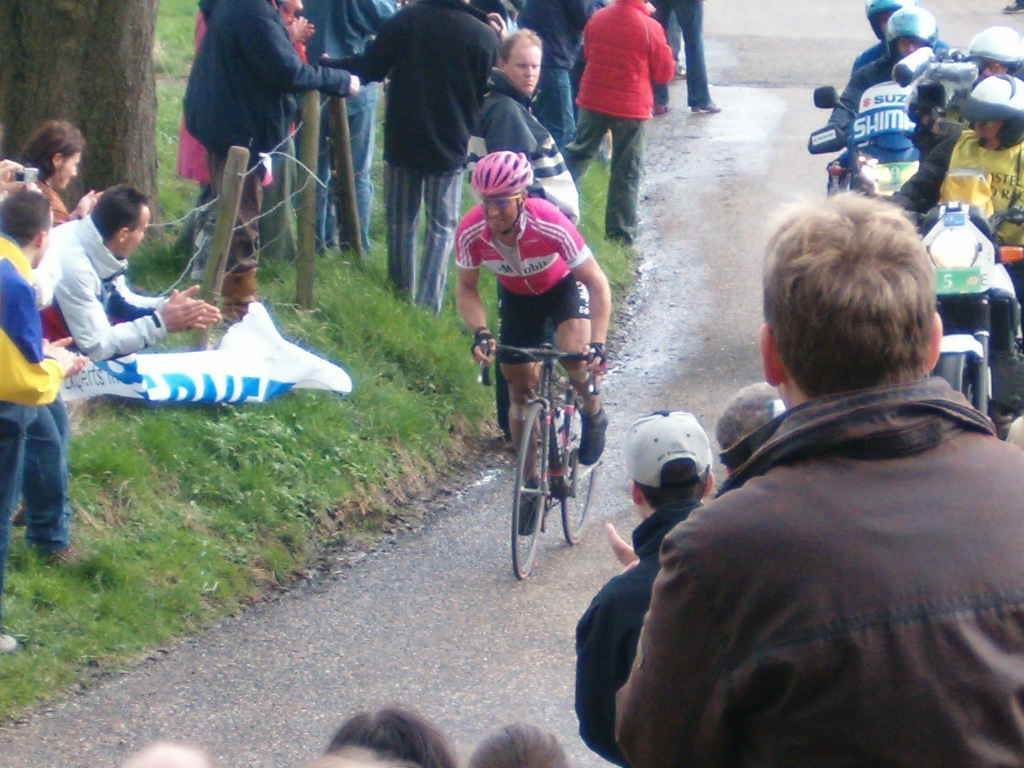
Steffen Wesemann sur l'Eyserbosweg en 2006.

### Nouvelle arrivée
En 2017, les organisateurs de la course déplacent l'arrivée pour que la dernière ascension du Cauberg soit située à 19 kilomètres de l'arrivée, dans l'espoir d'une course "plus ouverte". Cette édition s'avère être l'une des plus animées des dernières années et est remportée pour la quatrième fois par Philippe Gilbert lors d'un sprint à deux avec Michał Kwiatkowski.
L'édition 2020, initialement prévue en avril, puis reportée au 10 octobre, est finalement annulée en raison de la pandémie de Covid-19.
En 2021 et 2022, les vainqueurs ont dû être départagés par la photo-finish : Wout van Aert devant Tom Pidcock en 2021 et Michał Kwiatkowski devant Benoît Cosnefroy en 2022 alors que le coureur français avait d'abord été annoncé vainqueur par le speaker.

### Nouvel organisateur
Flanders Classics devient l'organisateur de l'Amstel Gold Race à partir de 2025.

## Parcours
Bien que les Pays-Bas soient connus pour leur météo venteuse et leurs routes plates, l'Amstel Gold Race se déroule au sud dans la région vallonnée du Limbourg. Le parcours offre de nombreuses routes tortueuses à travers la campagne du Limbourg, ainsi que de nombreux changements de direction plus abrupts les uns que les autres et de nombreuses côtes (bergs). La montée la plus notable est le Cauberg, qui est franchie quatre fois, la dernière fois dans le final de l'épreuve. La distance totale est de 250 km. Les tactiques des équipes, le placement et les connaissances du parcours jouent souvent un rôle essentiel dans la détermination du vainqueur de la course.

### Course actuelle

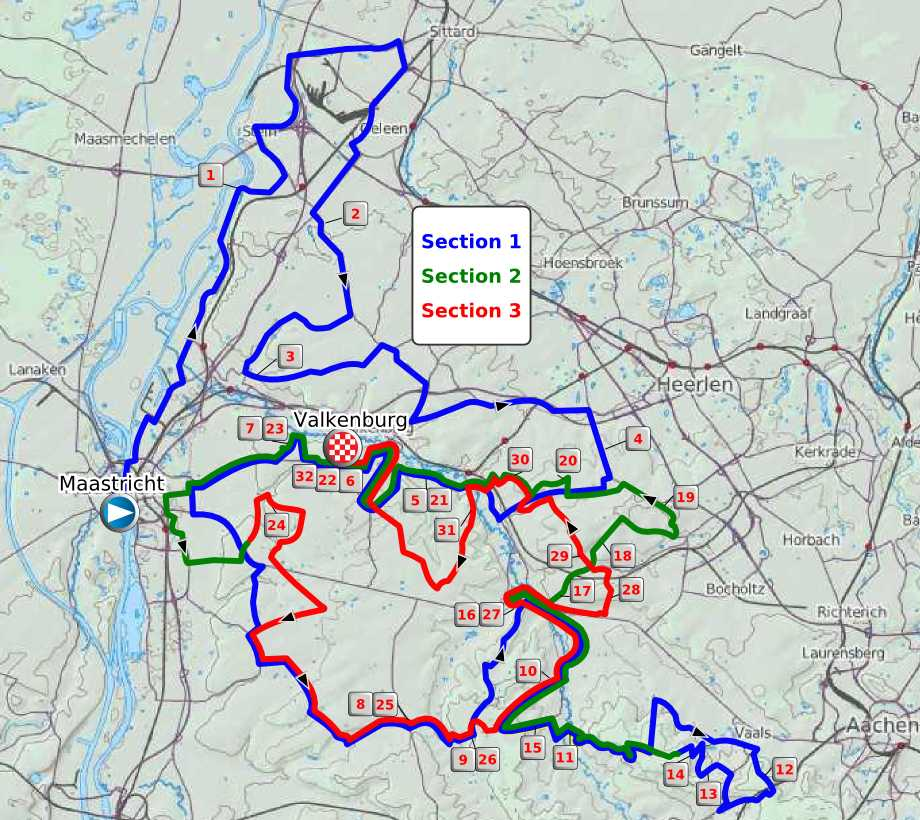
Parcours de l'édition 2012

Le départ de l'Amstel Gold Race est donné à Maastricht et l'arrivée est jugée à Berg en Terblijt après 263 kilomètres de course,. Le parcours est formé par quatre boucles sinueuses autour de Fauquemont. Seule la dernière boucle, longue de 16 km, est modifiée afin d'emprunter des routes plus étroites. Les organisateurs entendent ainsi rendre le final plus difficile à contrôler par un peloton,. Maastricht et la commune de Fauquemont-sur-Gueule accueillent le départ et l'arrivée de la course respectivement depuis 1998 et 2003. Toutes deux se sont engagées en début d'année avec l'organisation de la course pour continuer à l'accueillir jusqu'en 2022.
Le parcours comprend 35 côtes en général relativement courtes, mais dont la pente et la répétition font la difficulté de la course. Alors que de 2003 à 2016 l'arrivée était jugée au Cauberg, celui-ci n'est plus, depuis 2017, la dernière côte franchie. Il est néanmoins emprunté à trois reprises, la dernière étant l'antépénultième côte de la course, suivie du Geulhemmerberg et du Bemelerberg (nl). Cette dernière difficulté est située à 7 km de l'arrivée.

### Changements de parcours
| Évolution des villes de départ et d'arrivée |            |                        |
| Année                                       | Départ     | Arrivée                |
| 1966                                        | Breda      | Meerssen               |
| 1967                                        | Helmond    | Meerssen               |
| 1968                                        | Helmond    | Elsloo                 |
| 1969-1970                                   | Helmond    | Meerssen               |
| 1971-1990                                   | Heerlen    | Meerssen               |
| 1991-1997                                   | Heerlen    | Maastricht             |
| 1998-2002                                   | Maastricht | Maastricht             |
| 2003-2013                                   | Maastricht | Fauquemont             |
| Depuis 2013                                 | Maastricht | Vilt/ Berg en Terblijt |

Bien que la course soit plus jeune que beaucoup d'autres classiques cyclistes, le parcours a considérablement changé au fil des ans. La première édition de la course part de Breda dans le Brabant-Septentrional, mais rapidement se rapproche de la région vallonnée. De 1971 à 1997, le départ est donné à Heerlen. Depuis 1998, la course commence sur la place du marché central dans le centre-ville de Maastricht.
Depuis 2005, la course se déroule entièrement dans les limites du Limbourg. Les éditions précédentes avaient couvert des parties importantes de la province de Liège en Belgique, abordant la Côte de Hallembaye, destinée à provoquer une plus grande sélection.
De 1991 à 2002, la course se termine à Maastricht. L'arrivée a lieu sur le Maasboulevard, sur une fin de parcours plate. En 2001, le sprinteur Erik Zabel remporte la course devant un groupe de 20 coureurs.
De 2003 à 2012, l'arrivée est au sommet de la montée du Cauberg, dans la commune de Valkenburg (Fauquemont-sur-Gueule), près de Maastricht. L'arrivée est remaniée en 2013 pour être déplacée à l'ouest, au hameau de Berg en Terblijt, à 1,8 kilomètre du sommet du Cauberg. L'arrivée modifiée reflète l'emplacement utilisé pour les championnats du monde de cyclisme sur route 2012 à Fauquemont.
À partir de 2017, l'emplacement de la ligne d'arrivée n'est pas modifié, mais son approche dans l'ultime boucle diffère. La montée finale du Cauberg est abandonnée, après avoir été la dernière montée de la course pendant 14 ans. Néanmoins, le Cauberg, le passage le plus difficile et emblématique, est abordé trois fois pendant la course. La troisième traversée est située à 18 kilomètres de l'arrivée et est suivie par le Geulhemmerberg à 13 kilomètres et le Bemelerberg à 7 kilomètres de l'arrivée.

## Caractéristiques de l'épreuve

### Semaine ardennaise
Bien que l'emplacement de la course dans le Limbourg ne fasse pas partie des Ardennes, ni géographiquement, ni géologiquement, l'Amstel Gold Race est souvent considérée comme la course d'ouverture de la Semaine des Ardennes. En 2004, l'Amstel Gold Race a inversé sa position dans le calendrier international avec Liège-Bastogne-Liège. Depuis, la course a lieu le dimanche suivant Paris-Roubaix (classique pavée) et avant la Flèche Wallonne (classique ardennaise) qui a lieu le mercredi suivant.

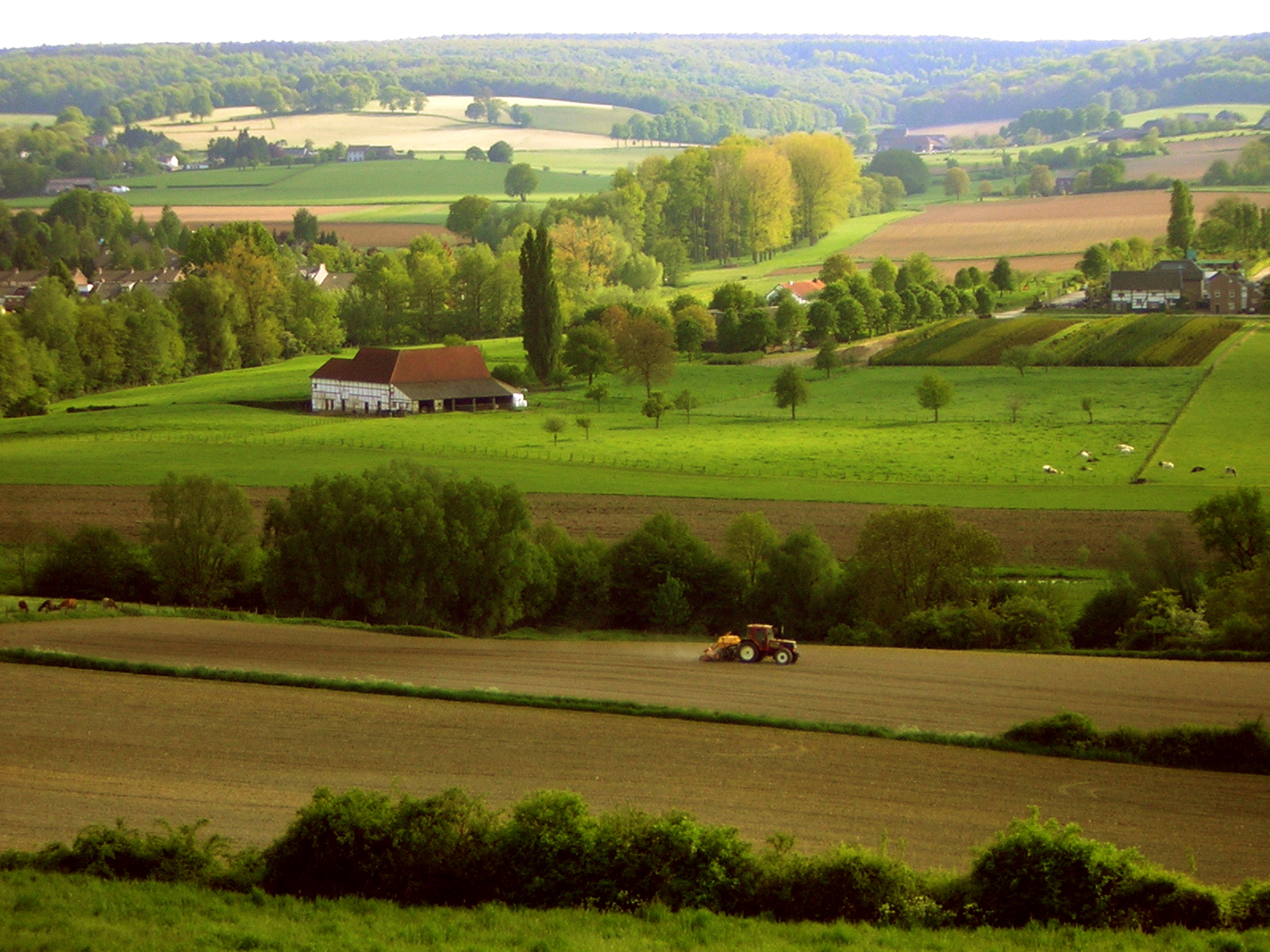
Vue de l'Oud-Lemiers, près de Vaals, dans le sud-est du Limbourg.

Jusqu'en 2002, l'arrivée de l'Amstel Gold Race a lieu sur une route plate et est souvent remportée par des coureurs excellant dans les classiques pavées, notamment le Tour des Flandres. Au cours des dernières décennies, les organisateurs ont choisi de mettre l'accent de la course sur les côtes et la nature de la course a changé. Le peloton est généralement constitué des mêmes coureurs durant les classiques ardennaises : des coureurs de classiques avec des capacités de grimpeur suffisantes et même des spécialistes de grand tour.
Les collines néerlandaises, dans l'extrême sud du Limbourg, sont l'unique région vallonnée des Pays-Bas. Ces côtes ont été formées par les contreforts des Ardennes voisines et l'Eifel. Les côtes définissent le caractère de la course : elles sont plus courtes et pas aussi élevées que dans les Ardennes, mais sont beaucoup plus nombreuses que dans Liège-Bastogne-Liège. Le point le plus élevé de la course est le Vaalserberg, situé à 322,7 mètres au-dessus du niveau de la mer. Le sommet du Cauberg est à 133,7 mètres d'altitude.

### Côtes

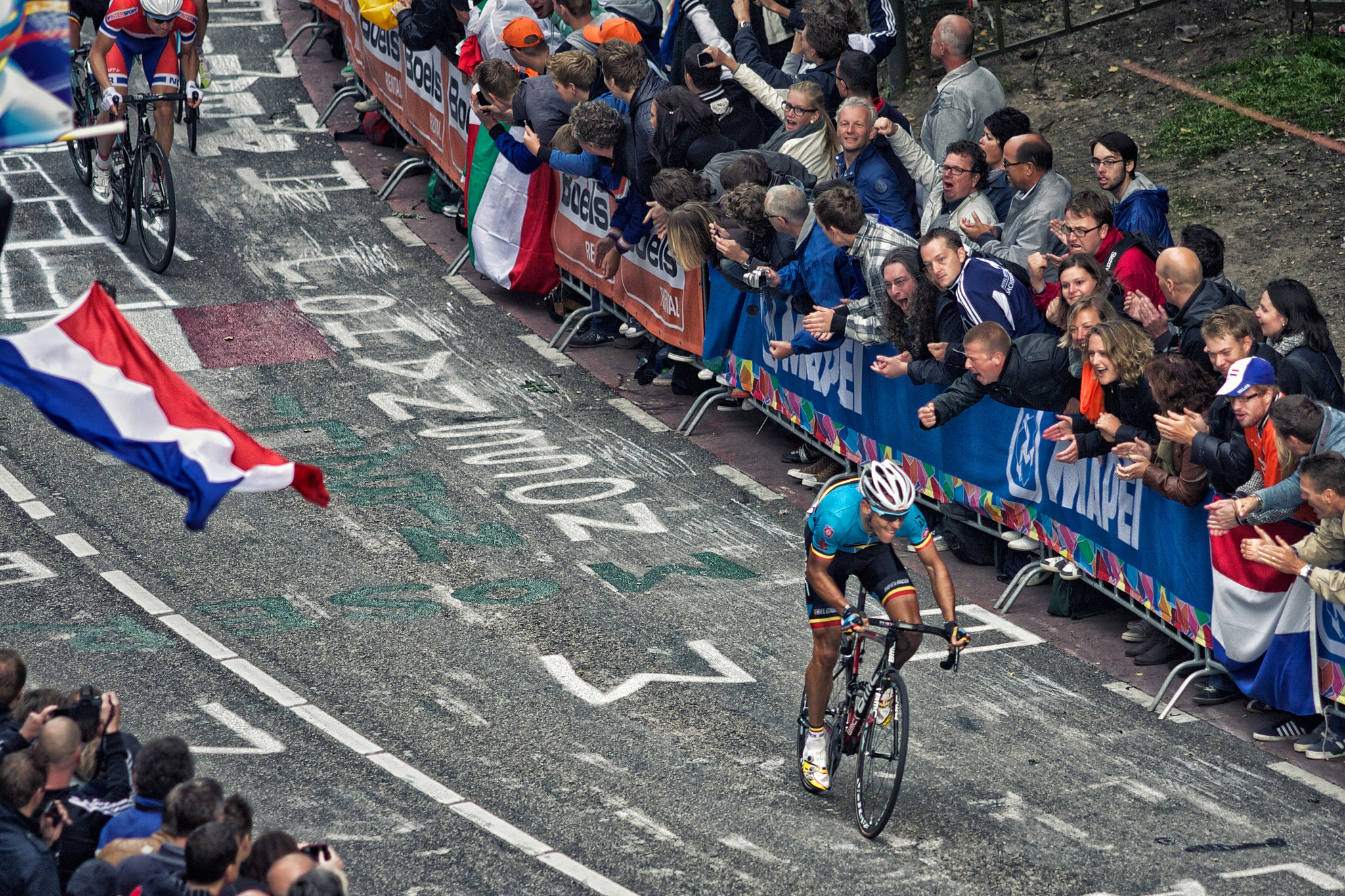
Philippe Gilbert attaquant sur le Cauberg lors du final des mondiaux 2012.

Le parcours actuel comprend plus de 30 courtes ascensions qui se succèdent au fur et à mesure que la course progresse, ce qui signifie que les coureurs ont peu de temps pour récupérer entre les côtes. 25 ascensions sont placées dans les 165 derniers kilomètres de la course, dont huit dans les 45 derniers kilomètres. Les plus difficiles sont le Cauberg, le Keutenberg et l'Eyserbosweg. Certaines montées très raides atteignent une pente maximale à 22 % (Keutenberg), d'autres sont beaucoup moins pentues. Contrairement aux monts pavés du Tour des Flandres, toutes les côtes du Limbourg sont asphaltées de nos jours.
Pour tenter d'expliquer la difficulté du parcours, le journaliste Peter Easton évoque les calculs d'un mathématicien :

« ... appliquer une logique pour vaincre un sentiment d'incompréhension est la clé pour comprendre cette course. Et il y a la vérité dans les chiffres. Six des ascensions sont placées dans les 92 premiers kilomètres - soit une toutes les 15,2 kilomètres. Les 25 restantes viennent au cours des 165 derniers kilomètres. C'est une tous les 6,6 kilomètres. En allant plus loin, la dernière heure de course contient huit ascensions sur 42 kilomètres. Maintenant, nous en sommes à une tous les 5,25 kilomètres. À 40 km/h, c'est une toutes les 7 minutes 30 secondes. Pas vraiment drôle, et définitivement très intense. »

Les côtes de l'Amstel Gold Race 2016 sont les suivantes :
| Numéro | Nom                | Distance du départ (km) | Longueur (m) | Pente moyenne (%) | Pente maximale (%) |
| ------ | ------------------ | ----------------------- | ------------ | ----------------- | ------------------ |
| 1      | Slingerberg        | 9.4                     | 900          | 4,4 %             | 9,5 %              |
| 2      | Adsteeg            | 14.1                    | 700          | 4,3 %             | 7,5 %              |
| 3      | Lange Raarberg     | 22.3                    | 1700         | 3,7 %             | 6,6 %              |
| 4      | Bergseweg          | 38.0                    | 2700         | 3,3 %             | 6,8 %              |
| 5      | Sibbergrubbe (1)   | 49.7                    | 2100         | 3,6 %             | 6,0 %              |
| 6      | Cauberg (1)        | 54.1                    | 800          | 6,5 %             | 12,8 %             |
| 7      | Geulhemmerberg (1) | 58.6                    | 1200         | 4,6 %             | 8,0 %              |
| 8      | Wolfsberg          | 78.1                    | 1200         | 2,8 %             | 12,0 %             |
| 9      | Loorberg (1)       | 81.2                    | 1500         | 5,3 %             | 8,6 %              |
| 10     | Schweibergerweg    | 92.5                    | 2700         | 4,5 %             | 7,1 %              |
| 11     | Camerig            | 98.9                    | 4400         | 4,0 %             | 7,7 %              |
| 12     | Vaalserberg        | 109.5                   | 3200         | 4,4 %             | 9,9 %              |
| 13     | Gemmenich          | 114.0                   | 2200         | 5,0 %             | 8,8 %              |
| 14     | Vijlenerbos        | 117.8                   | 2700         | 3,8 %             | 10,7 %             |
| 15     | Eperheide          | 126.5                   | 2100         | 4,7 %             | 8,0 %              |
| 16     | Gulpenerberg (1)   | 135.1                   | 600          | 5,7 %             | 13,9 %             |
| 17     | Plettenberg        | 141.6                   | 1200         | 3,7 %             | 8,0 %              |
| 18     | Eyserweg           | 143.7                   | 2100         | 4,4 %             | 9,0 %              |
| 19     | Huls               | 148.2                   | 900          | 7,8 %             | 10,7 %             |
| 20     | Vrakelberg         | 153.5                   | 600          | 7,2 %             | 11,4 %             |
| 21     | Sibbergrubbe       | 161.2                   | 2100         | 3,6 %             | 6,0 %              |
| 22     | Cauberg (2)        | 165.5                   | 800          | 6,5 %             | 12,8 %             |
| 23     | Geulhemmerberg (2) | 170.2                   | 1200         | 4,6 %             | 8,0 %              |
| 24     | Bemelerberg (1)    | 182.9                   | 900          | 4,5 %             | 7,0 %              |
| 25     | Loorberg (2)       | 198.2                   | 1500         | 5,3 %             | 8,6 %              |
| 26     | Gulpenerberg (2)   | 207.7                   | 600          | 5,7 %             | 13,9 %             |
| 27     | Kruisberg          | 216.7                   | 600          | 8,8 %             | 15,5 %             |
| 28     | Eyserbosweg        | 218.6                   | 900          | 9,3 %             | 17,0 %             |
| 29     | Fromberg           | 222.4                   | 1600         | 3,6 %             | 8,0 %              |
| 30     | Keutenberg         | 226.9                   | 1200         | 5,9 %             | 22,0 %             |
| 31     | Cauberg (3)        | 236.9                   | 800          | 6,5 %             | 12,8 %             |
| 32     | Geulhemmerberg (3) | 241.5                   | 1200         | 4,6 %             | 8,0 %              |
| 33     | Bemelerberg (2)    | 251.0                   | 900          | 4,5 %             | 7,0 %              |
| 34     | Cauberg (4)        | 256.2                   | 800          | 6,5 %             | 12,8 %             |

### Nervosité de la course
L'Amstel Gold Race est la plus grande course professionnelle des Pays-Bas, mais est souvent critiquée pour la dangerosité de son parcours. Le parcours est tracé sur des routes étroites, à travers banlieues et villages souvent densément peuplées. En raison de la forte densité de population, de nombreuses maisons néerlandaises ne disposent pas de garages et les voitures sont le plus souvent garées à gauche dans la rue. Une grande partie du parcours est urbain, avec beaucoup de dispositifs d'apaisement de la circulation tels que des ralentisseurs, des bollards, des chicanes, des îlots et des ronds-points, ce qui incite le Britannique Robert Millar à surnommer la course « Tour of the Roundabouts », le Tour des ronds-points. Les chutes y sont très nombreuses,,.

## Palmarès

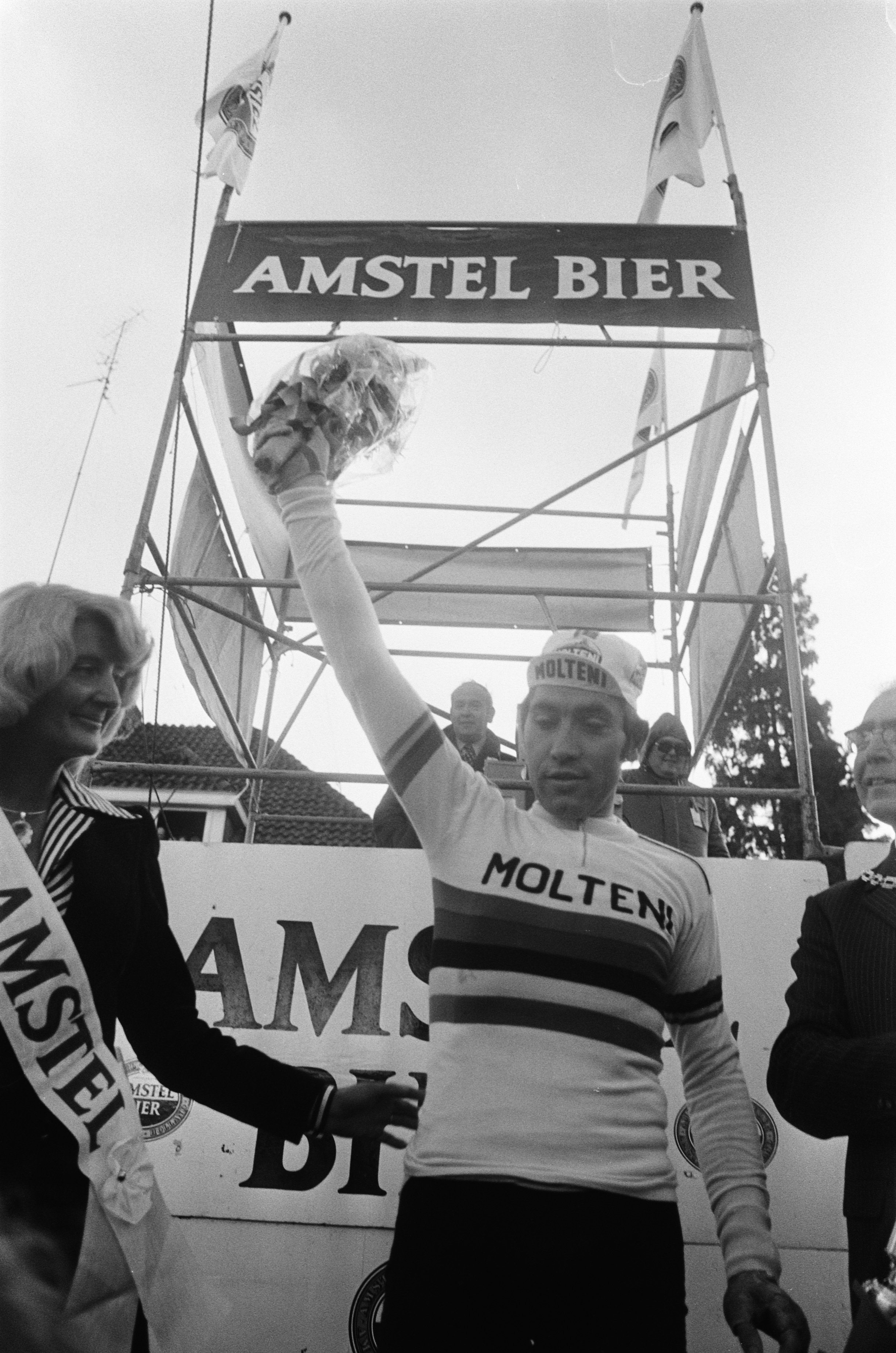
Eddy Merckx, avec le maillot arc-en-ciel, sur le podium après sa victoire lors de l'Amstel Gold Race 1975.

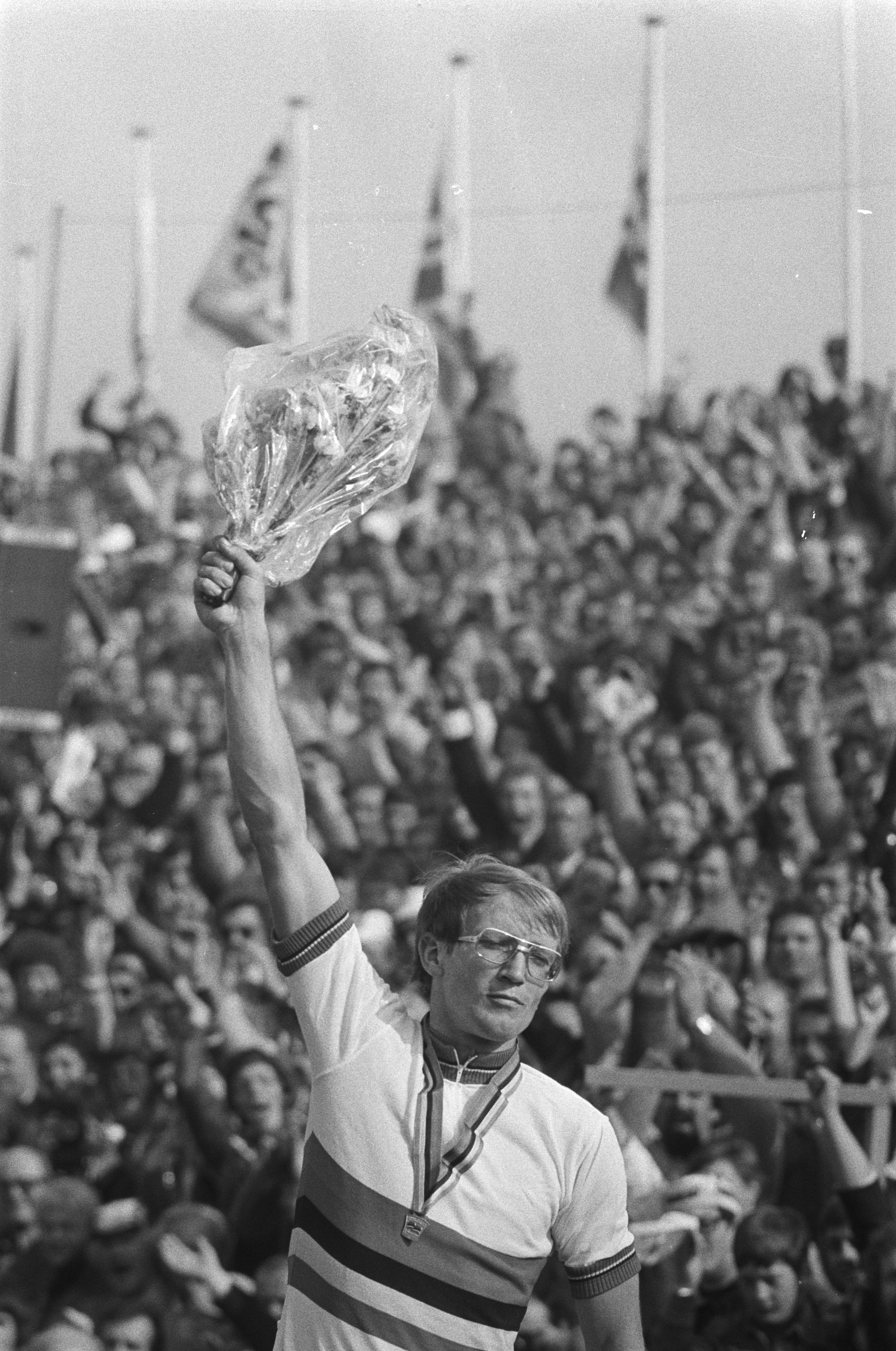
Le recordman de victoires Jan Raas s'est imposé à cinq reprises sur l'épreuve.

| Année | Vainqueur                                            | Deuxième                                             | Troisième                                            |
| ----- | ---------------------------------------------------- | ---------------------------------------------------- | ---------------------------------------------------- |
| 1966  | Jean Stablinski                                      | Bernard Van De Kerckhove                             | Jan Hugens                                           |
| 1967  | Arie den Hartog                                      | Cees Lute                                            | Harry Steevens                                       |
| 1968  | Harry Steevens                                       | Roger Rosiers                                        | Daniel Van Rijckeghem                                |
| 1969  | Guido Reybrouck                                      | Joseph Huysmans                                      | Eddy Merckx                                          |
| 1970  | Georges Pintens                                      | Willy Van Neste                                      | André Dierickx                                       |
| 1971  | Frans Verbeeck                                       | Gerben Karstens                                      | Roger Rosiers                                        |
| 1972  | Walter Planckaert                                    | Willy De Geest                                       | Joop Zoetemelk                                       |
| 1973  | Eddy Merckx                                          | Frans Verbeeck                                       | Herman Van Springel                                  |
| 1974  | Gerrie Knetemann                                     | Walter Planckaert                                    | Walter Godefroot                                     |
| 1975  | Eddy Merckx                                          | Freddy Maertens                                      | Joseph Bruyère                                       |
| 1976  | Freddy Maertens                                      | Jan Raas                                             | Luc Leman                                            |
| 1977  | Jan Raas                                             | Gerrie Knetemann                                     | Hennie Kuiper                                        |
| 1978  | Jan Raas                                             | Francesco Moser                                      | Joop Zoetemelk                                       |
| 1979  | Jan Raas                                             | Henk Lubberding                                      | Sven-Åke Nilsson                                     |
| 1980  | Jan Raas                                             | Fons De Wolf                                         | Sean Kelly                                           |
| 1981  | Bernard Hinault                                      | Roger De Vlaeminck                                   | Fons De Wolf                                         |
| 1982  | Jan Raas                                             | Stephen Roche                                        | Gregor Braun                                         |
| 1983  | Phil Anderson                                        | Jan Bogaert                                          | Jan Raas                                             |
| 1984  | Jacques Hanegraaf                                    | Kim Andersen                                         | Patrick Versluys                                     |
| 1985  | Gerrie Knetemann                                     | Jozef Lieckens                                       | Johnny Broers                                        |
| 1986  | Steven Rooks                                         | Joop Zoetemelk                                       | Ronny Van Holen                                      |
| 1987  | Joop Zoetemelk                                       | Steven Rooks                                         | Malcolm Elliott                                      |
| 1988  | Jelle Nijdam                                         | Steven Rooks                                         | Claude Criquielion                                   |
| 1989  | Eric Van Lancker                                     | Claude Criquielion                                   | Steve Bauer                                          |
| 1990  | Adrie van der Poel                                   | Luc Roosen                                           | Jelle Nijdam                                         |
| 1991  | Frans Maassen                                        | Maurizio Fondriest                                   | Dirk De Wolf                                         |
| 1992  | Olaf Ludwig                                          | Johan Museeuw                                        | Dimitri Konyshev                                     |
| 1993  | Rolf Jaermann                                        | Gianni Bugno                                         | Jens Heppner                                         |
| 1994  | Johan Museeuw                                        | Bruno Cenghialta                                     | Marco Saligari                                       |
| 1995  | Mauro Gianetti                                       | Davide Cassani                                       | Beat Zberg                                           |
| 1996  | Stefano Zanini                                       | Mauro Bettin                                         | Johan Museeuw                                        |
| 1997  | Bjarne Riis                                          | Andre Tafi                                           | Beat Zberg                                           |
| 1998  | Rolf Jaermann                                        | Maarten den Bakker                                   | Michele Bartoli                                      |
| 1999  | Michael Boogerd                                      | désattribué                                          | Gabriele Missaglia                                   |
| 2000  | Erik Zabel                                           | Michael Boogerd                                      | Markus Zberg                                         |
| 2001  | Erik Dekker                                          | désattribué                                          | Serge Baguet                                         |
| 2002  | Michele Bartoli                                      | Serguei Ivanov                                       | Michael Boogerd                                      |
| 2003  | Alexandre Vinokourov                                 | Michael Boogerd                                      | Danilo Di Luca                                       |
| 2004  | Davide Rebellin                                      | Michael Boogerd                                      | Paolo Bettini                                        |
| 2005  | Danilo Di Luca                                       | désattribué                                          | Mirko Celestino                                      |
| 2006  | Fränk Schleck                                        | Steffen Wesemann                                     | désattribué                                          |
| 2007  | Stefan Schumacher                                    | Davide Rebellin                                      | Danilo Di Luca                                       |
| 2008  | Damiano Cunego                                       | Fränk Schleck                                        | Alejandro Valverde                                   |
| 2009  | Sergueï Ivanov                                       | Karsten Kroon                                        | Robert Gesink                                        |
| 2010  | Philippe Gilbert                                     | Ryder Hesjedal                                       | Enrico Gasparotto                                    |
| 2011  | Philippe Gilbert                                     | Joaquim Rodríguez                                    | Simon Gerrans                                        |
| 2012  | Enrico Gasparotto                                    | Jelle Vanendert                                      | Peter Sagan                                          |
| 2013  | Roman Kreuziger                                      | Alejandro Valverde                                   | Simon Gerrans                                        |
| 2014  | Philippe Gilbert                                     | Jelle Vanendert                                      | Simon Gerrans                                        |
| 2015  | Michał Kwiatkowski                                   | Alejandro Valverde                                   | Michael Matthews                                     |
| 2016  | Enrico Gasparotto                                    | Michael Valgren                                      | Sonny Colbrelli                                      |
| 2017  | Philippe Gilbert                                     | Michał Kwiatkowski                                   | Michael Albasini                                     |
| 2018  | Michael Valgren                                      | Roman Kreuziger                                      | Enrico Gasparotto                                    |
| 2019  | Mathieu van der Poel                                 | Simon Clarke                                         | Jakob Fuglsang                                       |
| 2020  | Édition annulée en raison de la pandémie de Covid-19 | Édition annulée en raison de la pandémie de Covid-19 | Édition annulée en raison de la pandémie de Covid-19 |
| 2021  | Wout van Aert                                        | Tom Pidcock                                          | Maximilian Schachmann                                |
| 2022  | Michał Kwiatkowski                                   | Benoît Cosnefroy                                     | Tiesj Benoot                                         |
| 2023  | Tadej Pogačar                                        | Ben Healy                                            | Tom Pidcock                                          |
| 2024  | Tom Pidcock                                          | Marc Hirschi                                         | Tiesj Benoot                                         |
| 2025  | Mattias Skjelmose                                    | Tadej Pogačar                                        | Remco Evenepoel                                      |

## Statistiques
| # | Coureurs           | Victoires |
| - | ------------------ | --------- |
| 1 | Jan Raas           | 5         |
| 2 | Philippe Gilbert   | 4         |
| 3 | Eddy Merckx        | 2         |
| 3 | Gerrie Knetemann   | 2         |
| 3 | Rolf Jaermann      | 2         |
| 3 | Enrico Gasparotto  | 2         |
| 3 | Michał Kwiatkowski | 2         |

| # | Pays        | Victoires |
| - | ----------- | --------- |
| 1 | Pays-Bas    | 18        |
| 2 | Belgique    | 14        |
| 3 | Italie      | 7         |
| 4 | Allemagne   | 3         |
| 4 | Suisse      | 3         |
| 4 | Danemark    | 3         |
| 7 | France      | 2         |
| 7 | Pologne     | 2         |
| 9 | Australie   | 1         |
| 9 | Kazakhstan  | 1         |
| 9 | Luxembourg  | 1         |
| 9 | Royaume-Uni | 1         |
| 9 | Russie      | 1         |
| 9 | Slovénie    | 1         |
| 9 | Tchéquie    | 1         |

## Course féminine

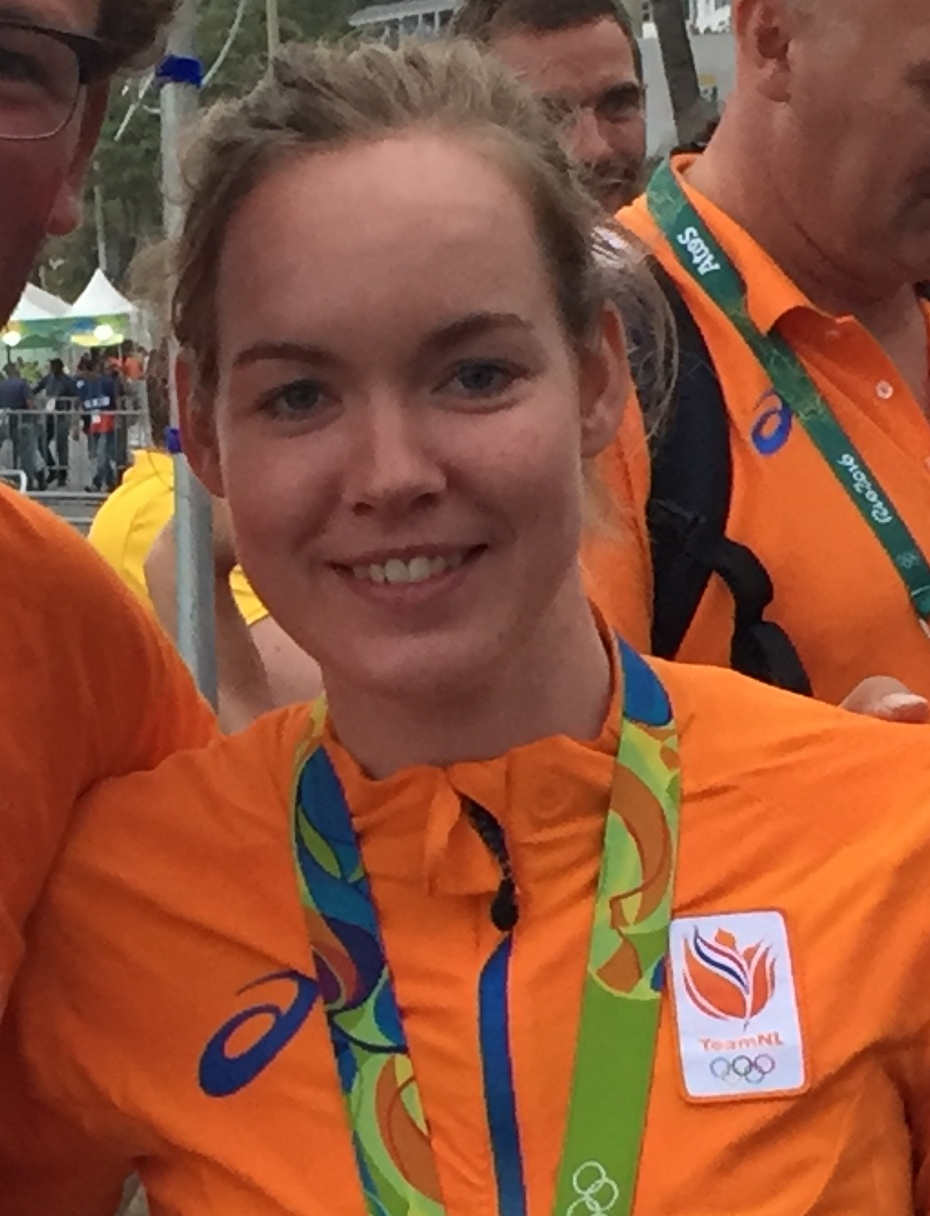
Anna van der Breggen.

De 2001 à 2003, trois éditions de l'Amstel Gold Race pour les femmes sont organisées. En 2003, elle fait partie de la Coupe du monde féminine. La course commence à Maastricht, 30 minutes après que les hommes. Elle est tracée sur plus de 114 km, dont neuf ascensions (Maasberg, Adsteeg, Lange Raaberg, Bergseweg, Sibbergrubbe, Cauberg, Bemelerberg, Keutenberg) et l'arrivée sur le Cauberg.
La course est interrompue après la troisième édition, car l'organisation le même jour et en grande partie sur les mêmes routes que la course masculine s'avère trop difficile. Ainsi, les courses féminine et masculine de 2003 ont menacé de s'entrechoquer.
Elle réapparaît en 2017 et devient une manche de l'UCI World Tour féminin.

## Cyclotour Gold Race
Depuis 2001, a lieu une course pour cyclotouristes. Elle est organisée chaque année, la veille de l'épreuve pour les professionnels. Les fanatiques de vélo et les cyclistes de loisirs peuvent prend part à des parcours de 60, 100, 125, 150, 200 ou 240 km. Chaque distance se termine sur l'emplacement de la course professionnelle, immédiatement après la montée du Cauberg. Le nombre de participants est limité à 12 000, en vue de garantir la sécurité des coureurs. En 2009, le site officiel est mis hors service, à cause de la ruée sur les billets. En 2010, les 12 000 billets sont vendus en seulement 38 minutes.